# Karangsono (Dander)
Karangsono is een bestuurslaag in het regentschap Bojonegoro van de provincie Oost-Java, Indonesië. Karangsono telt 3881 inwoners (volkstelling 2010).